# José Caetano Correia
José Caetano Correia coronel José Caetano Corrêa foi um politico, comerciante, coronel da guarda nacional  de grande influência na região do Oeste do Pará durante a segunda metade do séc XX.
Política
Um fiel defensor do império, foi um membro de grande destaque na ala do partido conservador sendo presidente da câmara de Santarém em 1876, e novamente em 1886.
Morte
O Barão do Tapajós faleceu em Santarém no dia 4 de dezembro de 1916.